# Chiesa di San Carlo alle Quattro Fontane
La chiesa di San Carlo alle Quattro Fontane è un luogo di culto cattolico di Roma, nel rione Monti, facente parte di un complesso conventuale dei Trinitari. Edificato nel XVII secolo ad opera di Francesco Borromini, è considerato uno dei capolavori dell'architettura barocca.
La chiesa è dedicata a Carlo Borromeo, arcivescovo di Milano, ma è soprannominato affettuosamente San Carlino dai romani, per le sue ridotte dimensioni tanto da coprire con la sua area quella di uno solo dei quattro pilastri che sorreggono la cupola della basilica di San Pietro in Vaticano.
Nella chiesa è conservata l'urna contenente il corpo della beata Elisabetta Canori Mora.

## Storia
La chiesa, il chiostro ed il convento vennero realizzati tra il 1634 e il 1644 da Francesco Borromini (imparentato con Carlo Maderno, in quanto lo zio materno, Leone Gravo, ne sposò la nipote). L'architetto ticinese, giunto a Roma attorno al 1620 dal Canton Ticino, aveva già collaborato al Baldacchino di San Pietro e al vicino palazzo Barberini. I Trinitari gli commissionarono un nuovo convento con annessa chiesa, dove già da un secolo c'era una piccola cappella.
Il complesso fu costruito grazie al finanziamento e sotto il patronato di Francesco Barberini, cardinal nipote di Urbano VIII, il cui palazzo era stato appena realizzato lì presso dal già anziano Maderno, in collaborazione appunto con il Borromini.

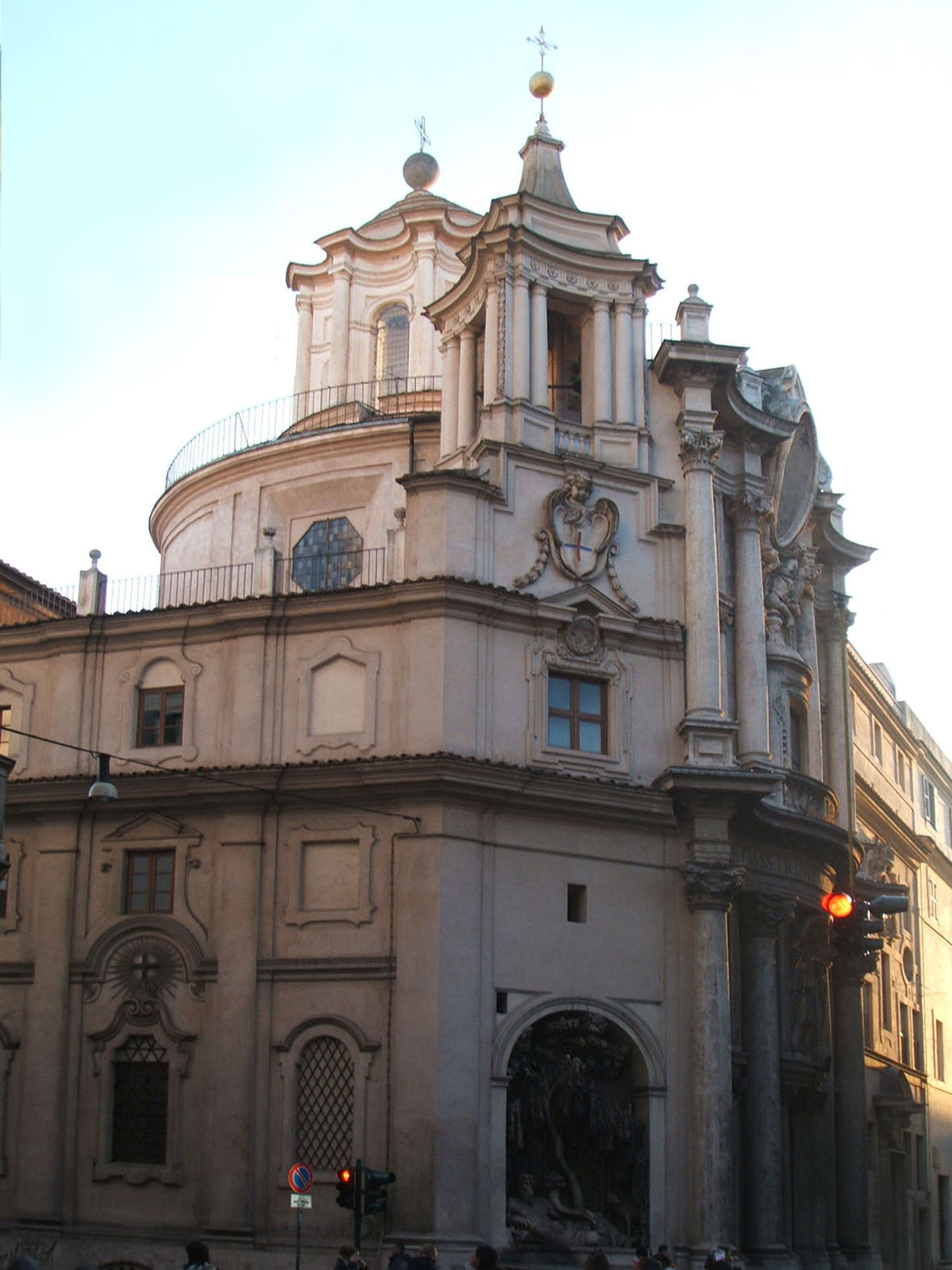
Veduta d'insieme della chiesa

Il chiostro, prima parte ad essere stata progettata, venne ideato da Borromini nel 1635, ma ultimato nel 1644, mentre nello stesso anno si finiva la facciata dell'istituto sull'odierna Via del Quirinale (allora Strada Pia), la chiesa (iniziata nel 1638) ed un primo campanile quadrangolare adiacente. Il prospetto della chiesa sulla via venne progettato e realizzato molto più tardi, a partire dal 1664; dopo la morte dell'architetto nel 1667, i lavori vennero continuati dal 1670 al 1680 dal nipote Bernardo Borromini sulla scorta dei disegni del maestro. Il campanile venne abbattuto per la sistemazione del corpo convesso della chiesa sull'angolo delle Quattro Fontane e ne venne costruito un altro nel 1670. La decorazione della facciata si protrasse ancora per un decennio, fino alla posa della statua di San Carlo nella nicchia principale nel 1680. 
Oggi ci sono rimasti molti progetti originali per la chiesa, che Borromini aveva realizzato per trovare una soluzione che si adattasse a due importanti necessità: il costo minore possibile, in quanto i frati non disponevano di molto denaro ed il massimo sfruttamento del poco spazio a disposizione. Grazie al genio dell'architetto, che seppe unire queste qualità ad un risultato elegante ed innovativo, la chiesa e l'intero complesso possono annoverarsi tra massimi prodotti dell'architettura barocca. La chiesa ed il complesso conventuale sono infatti caratterizzati dalle dimensioni sorprendentemente piccole e dall'estrema semplicità dei materiali, conformemente alla regola e alla spiritualità dei frati dell'ordine dei Trinitari, di origine spagnola e all'epoca appena insediati a Roma (nel 1609, guidati dal padre Gabriele dell'Assunta), ma anche alle idee artistiche del Borromini che ai materiali pregiati preferiva materie umili come l'intonaco e lo stucco, da nobilitare con la tecnica.

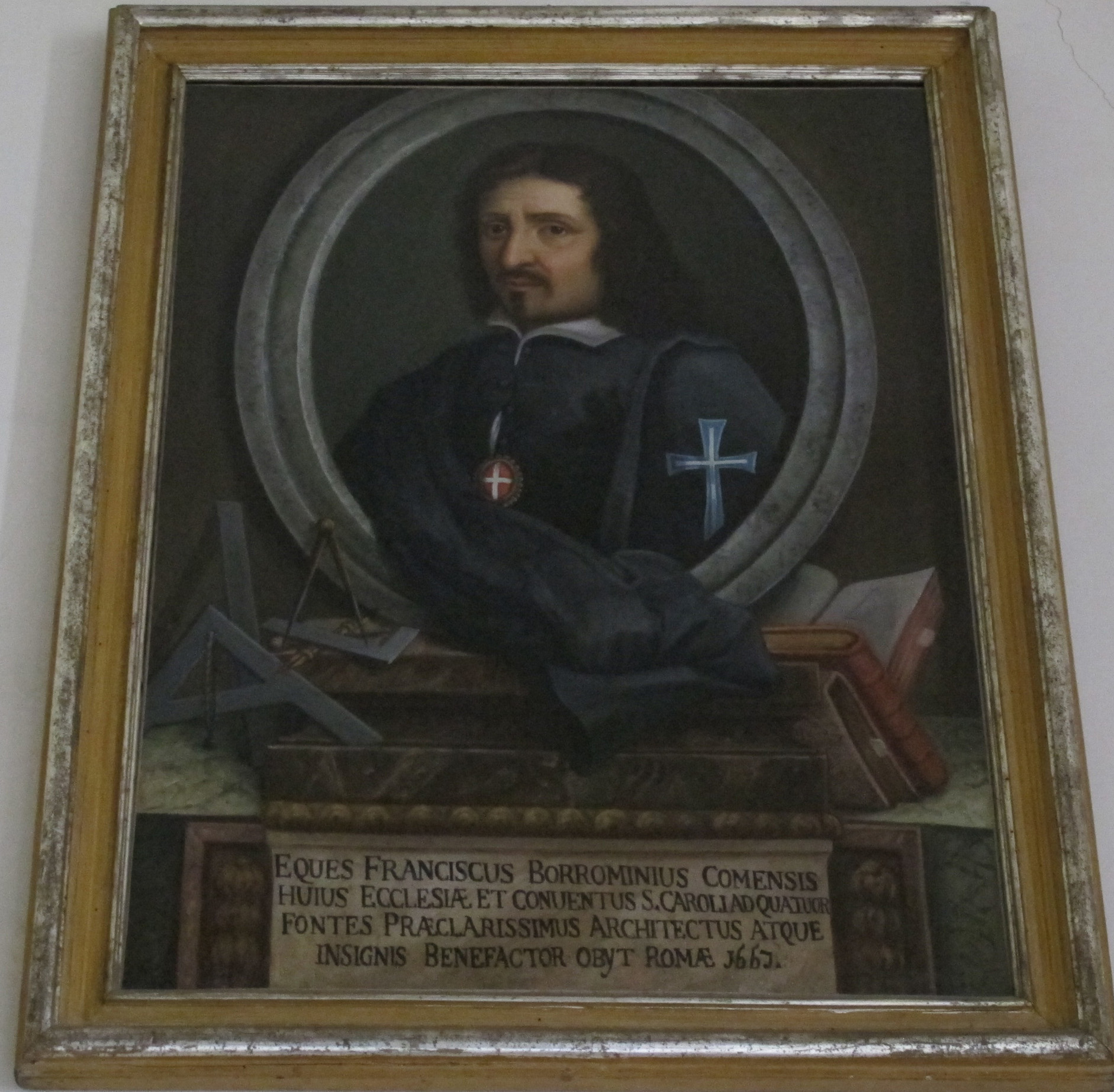
Ritratto del Borromini nella Sagrestia
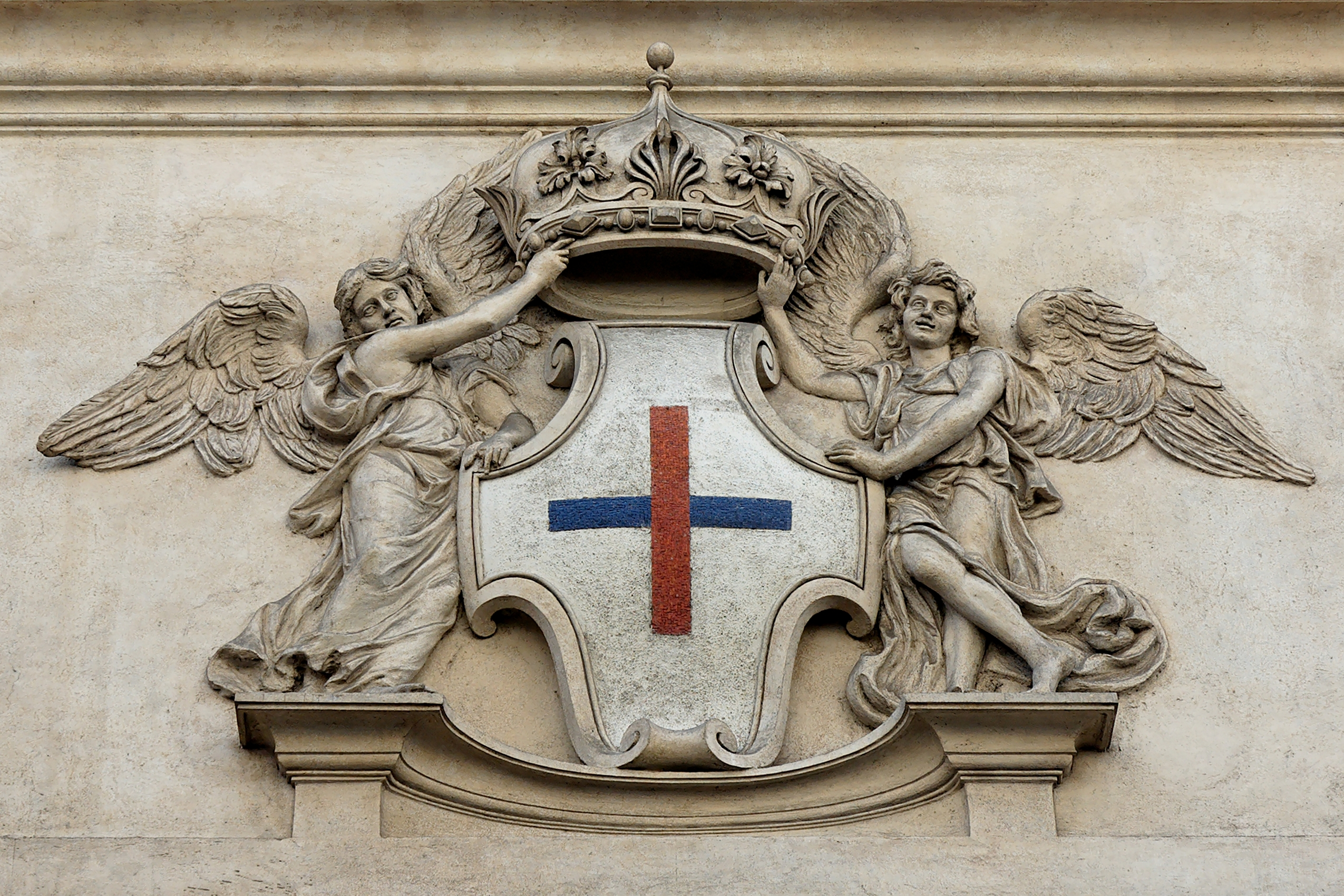
La croce dei Trinitari, ricorrente in tutto l'edificio
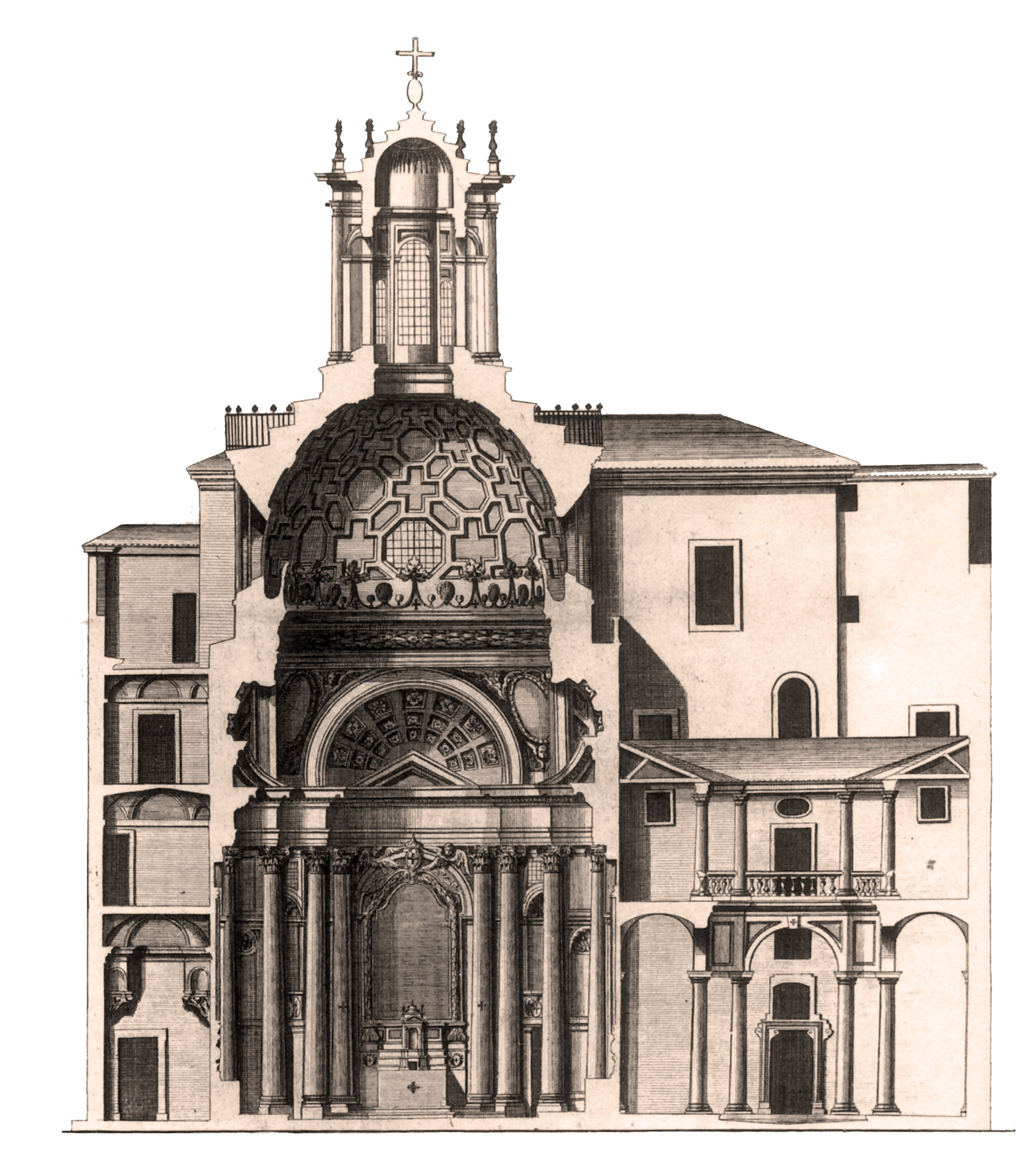
Sezione del complesso: a destra il chiostro, a sinistra la chiesa
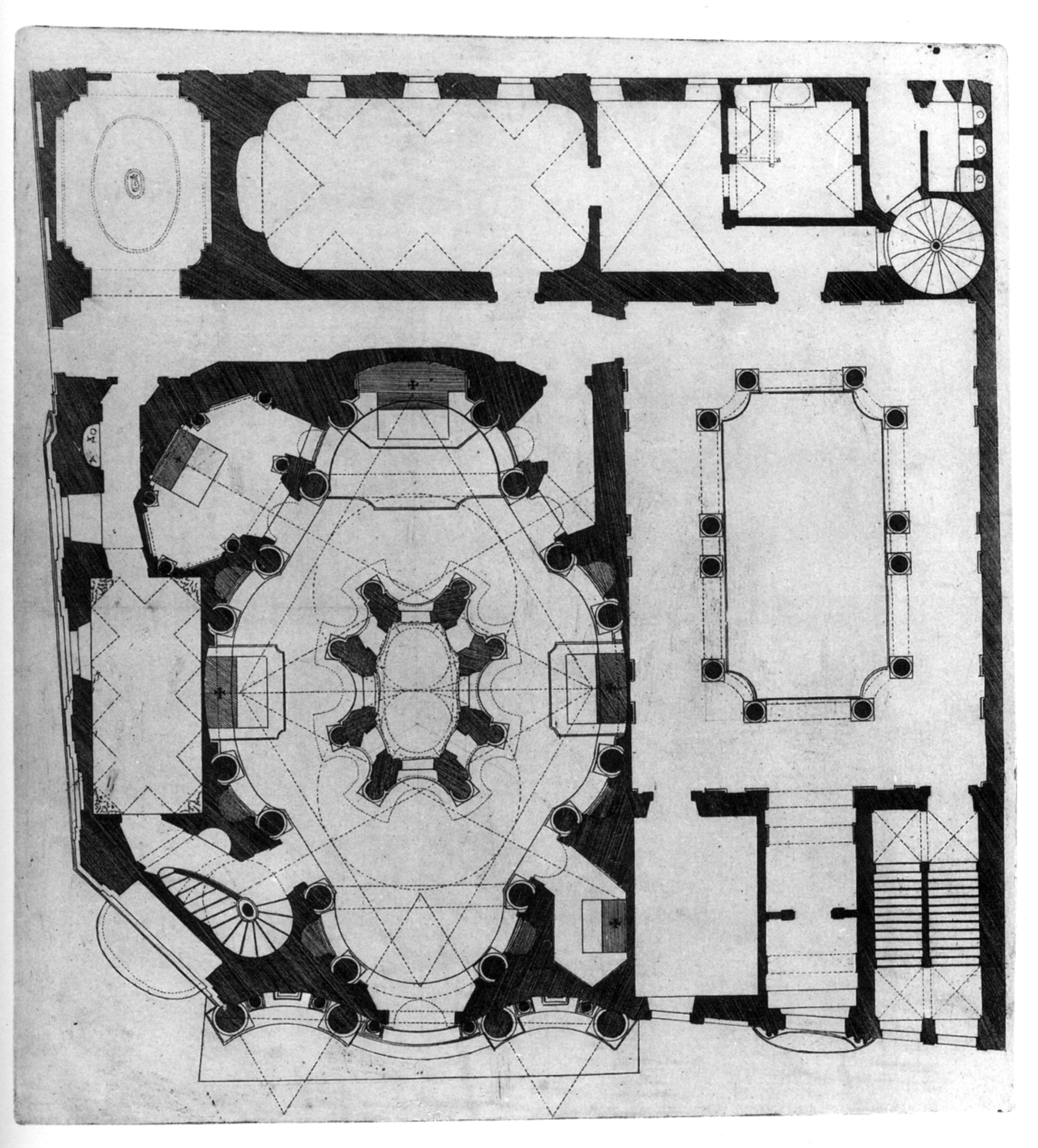
Pianta del convento

## Descrizione

### Chiostro
Il minuscolo chiostro è a pianta mistilinea: partendo da un rettangolo, tagliando i quattro angoli con linee convesse, forma così un ottagono irregolare, gli ambienti si suddividono su due ordini di loggiati. Quello inferiore è composto da serliane, che diventano convesse agli angoli, mentre quello superiore, ornato da semplici colonne, è abbellito da una balaustra, con eleganti pilastrini triangolari dritti e rovesci, realizzata nel 1644. In questo modo, con grande raffinatezza nelle linee, Borromini riesce a dare, come poi nella chiesa, un senso di accoglienza, togliendo la sensazione di oppressione che deriverebbe dalle esigue dimensioni dell'ambiente. Il tema dell'ottagono è presente anche nei capitelli del secondo ordine di colonne e nella vera del pozzo che completa la visione del chiostro.

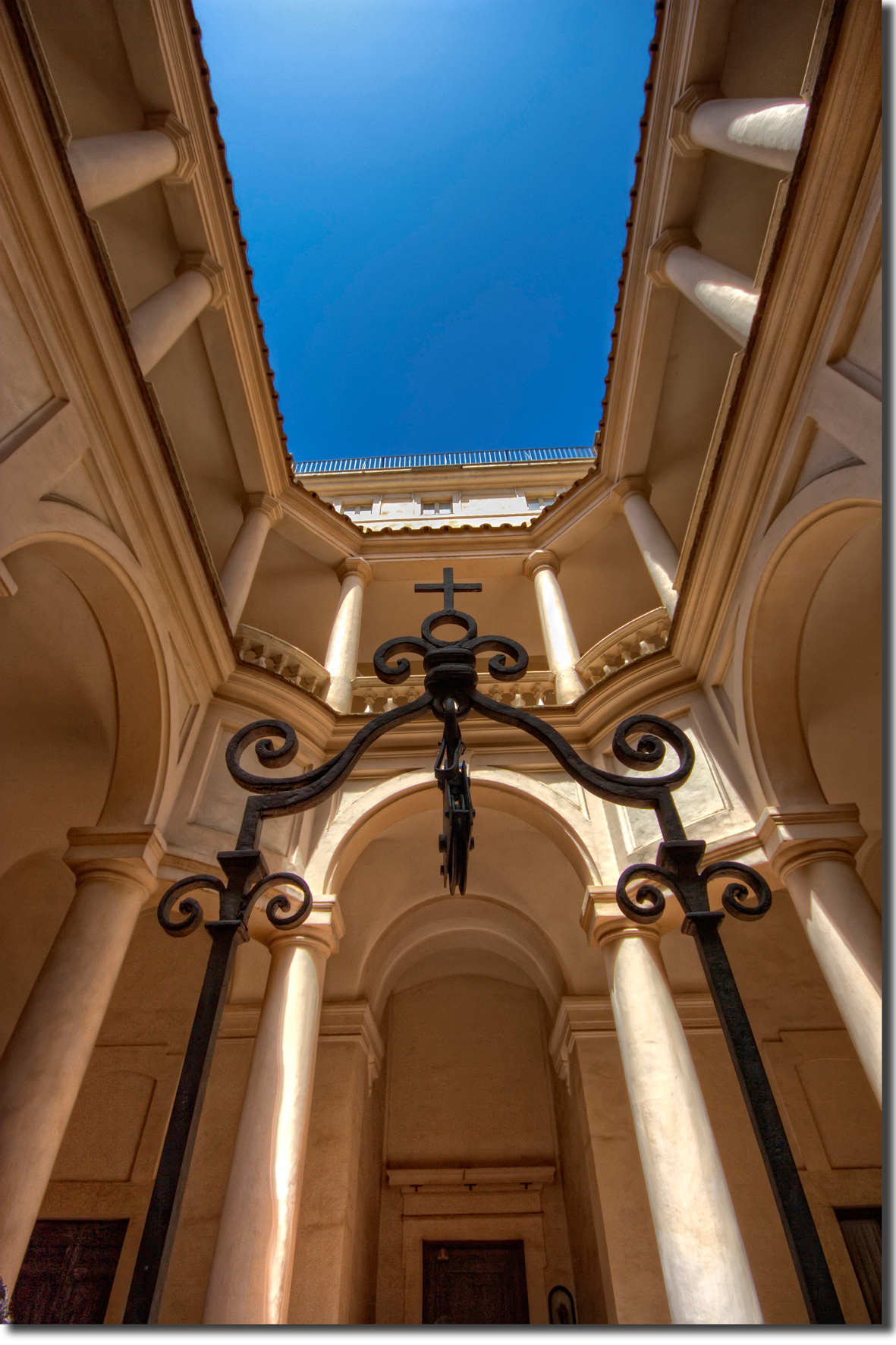
Il chiostro
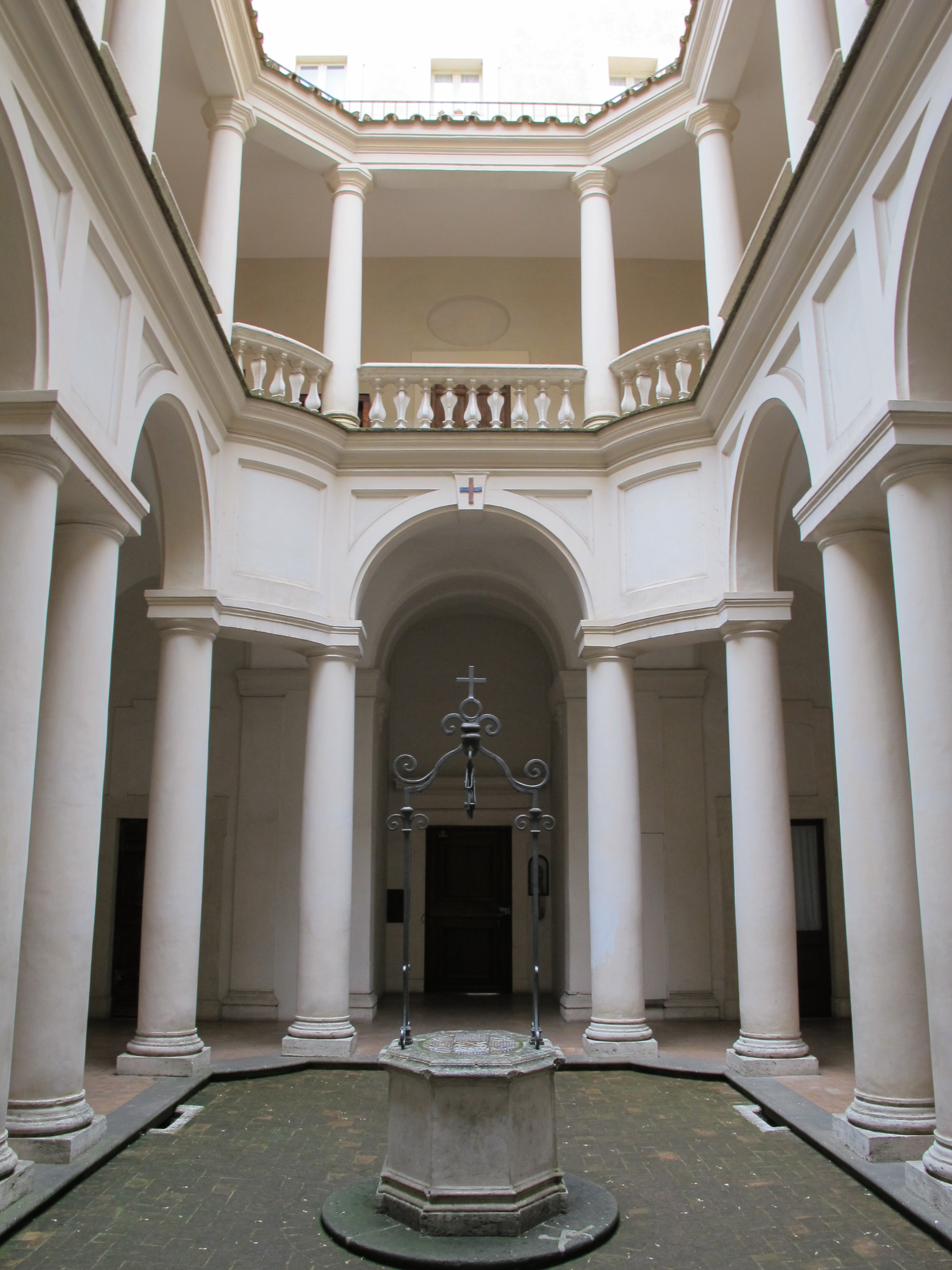
Il chiostro: da notare la croce dei Trinitari
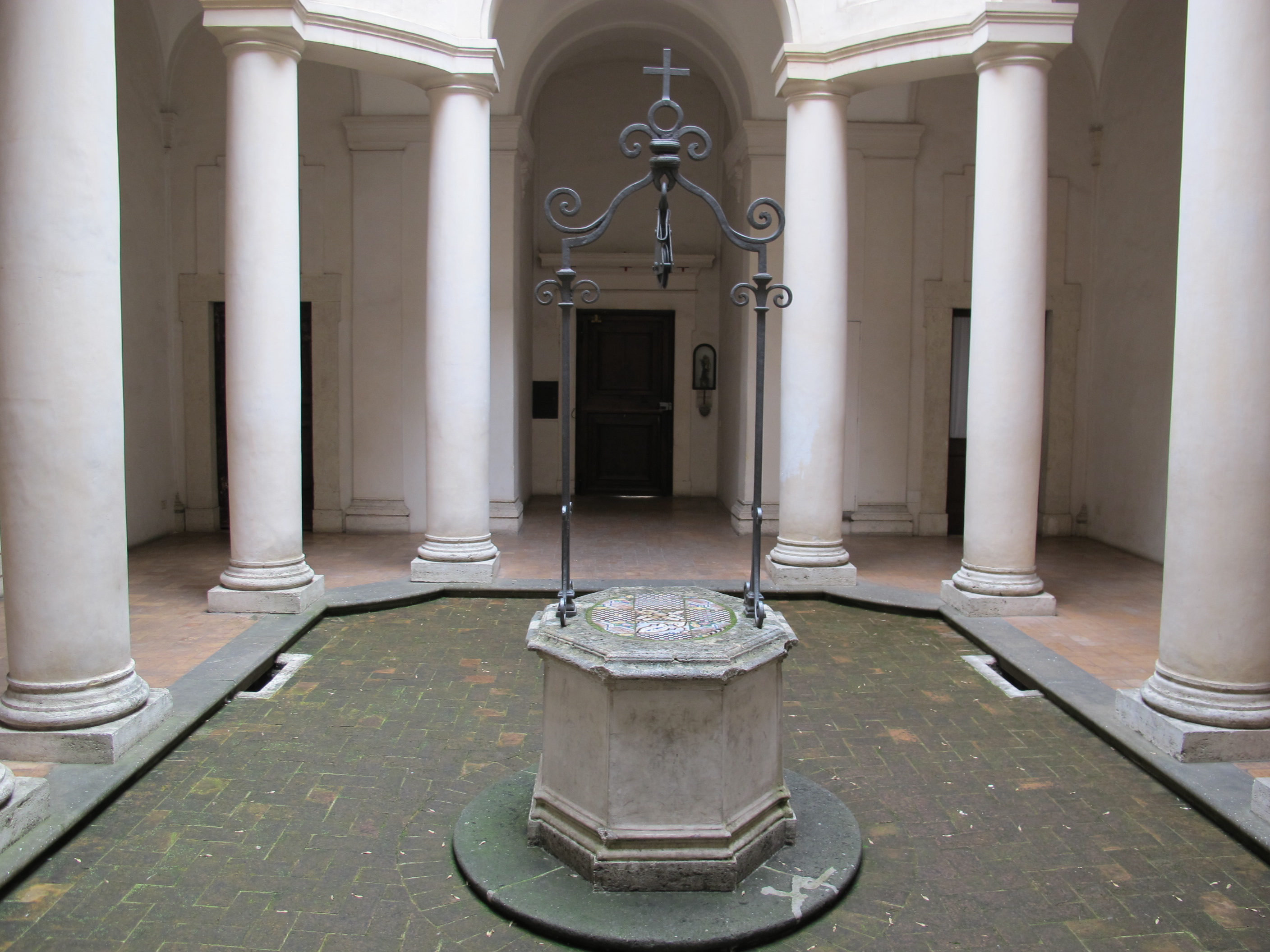
Il pozzo
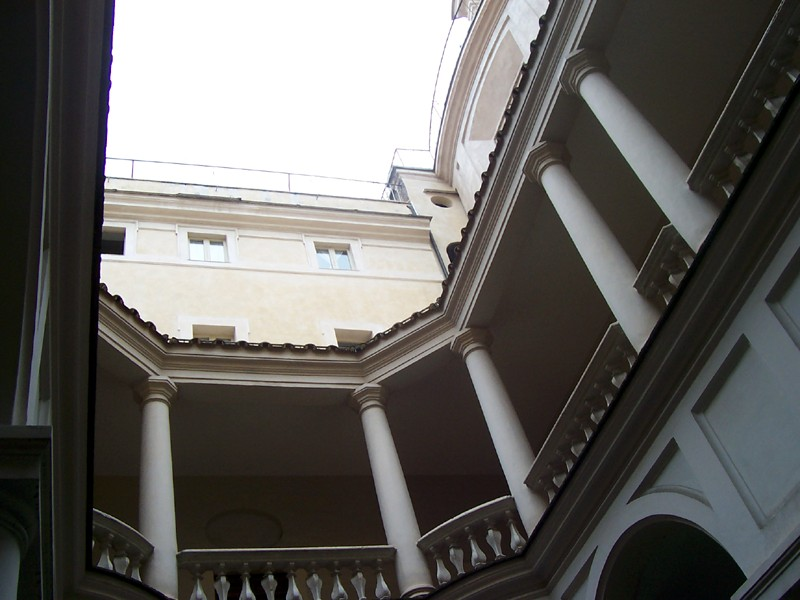
Particolare
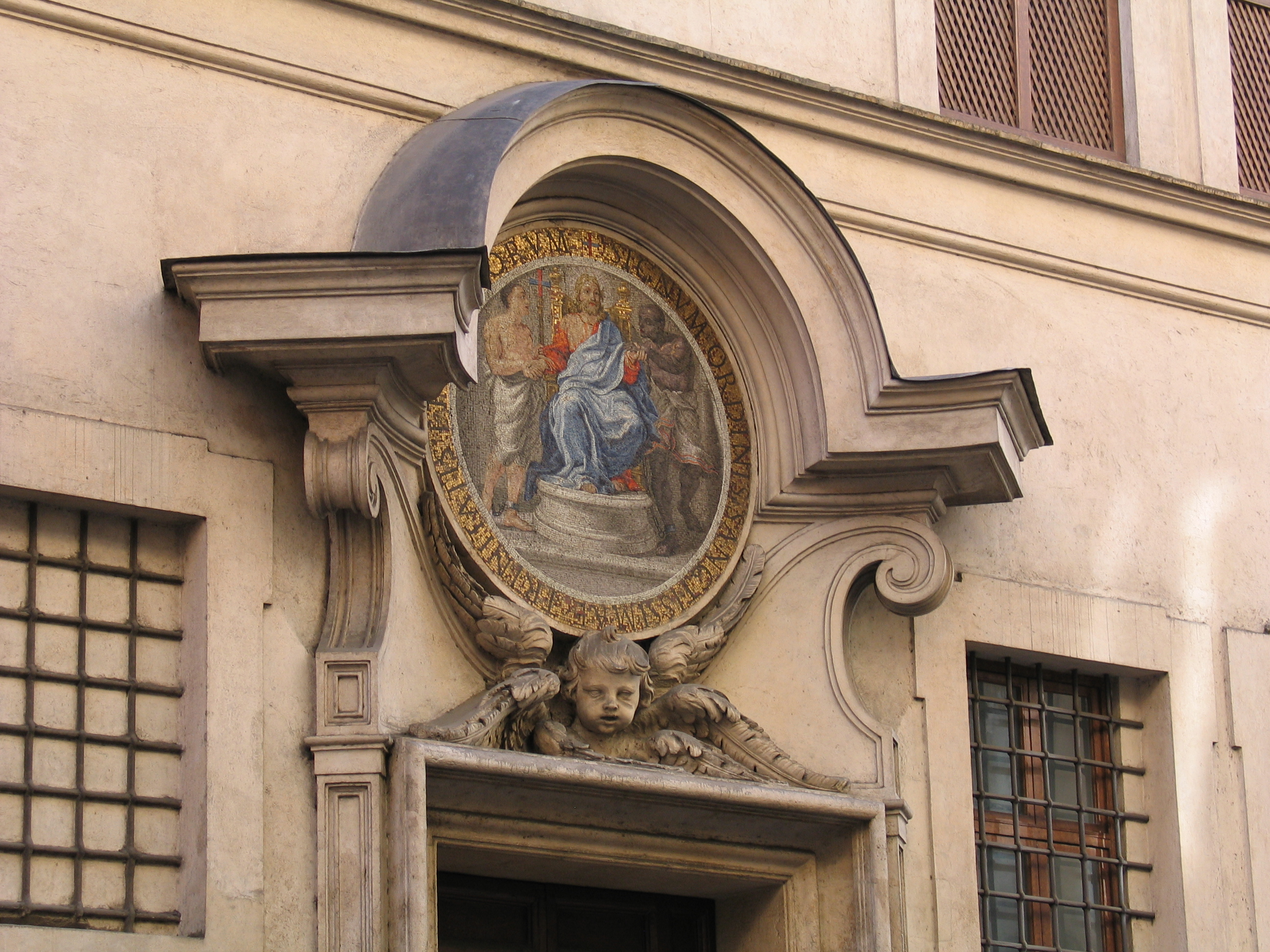
La porta del chiostro su Via del Quirinale

### Chiesa
La chiesa è a pianta mistilinea e le parti corrispondenti ai vertici sull'asse maggiore sono concluse da absidi semicircolari, come una sovrapposizione di una pianta a croce greca allungata e di un'ellisse, costruita geometricamente a partire dalla forma di due triangoli equilateri con la base comune sull'asse trasversale dell'edificio.

#### Cupola
La cupola è costruita in laterizio. Un semplice ovale, scavato a nido d'ape da forme svariate: croci, esagoni, ottagoni, illuminato da due finestre poste alla base e dalla lanterna superiore. In quest'opera la diversità delle linee si incontra ancora una volta in un'armonia delle forme. Al centro della decorazione della cupola a lacunari c'è una raffigurazione dello Spirito Santo entro il triangolo della Trinità.

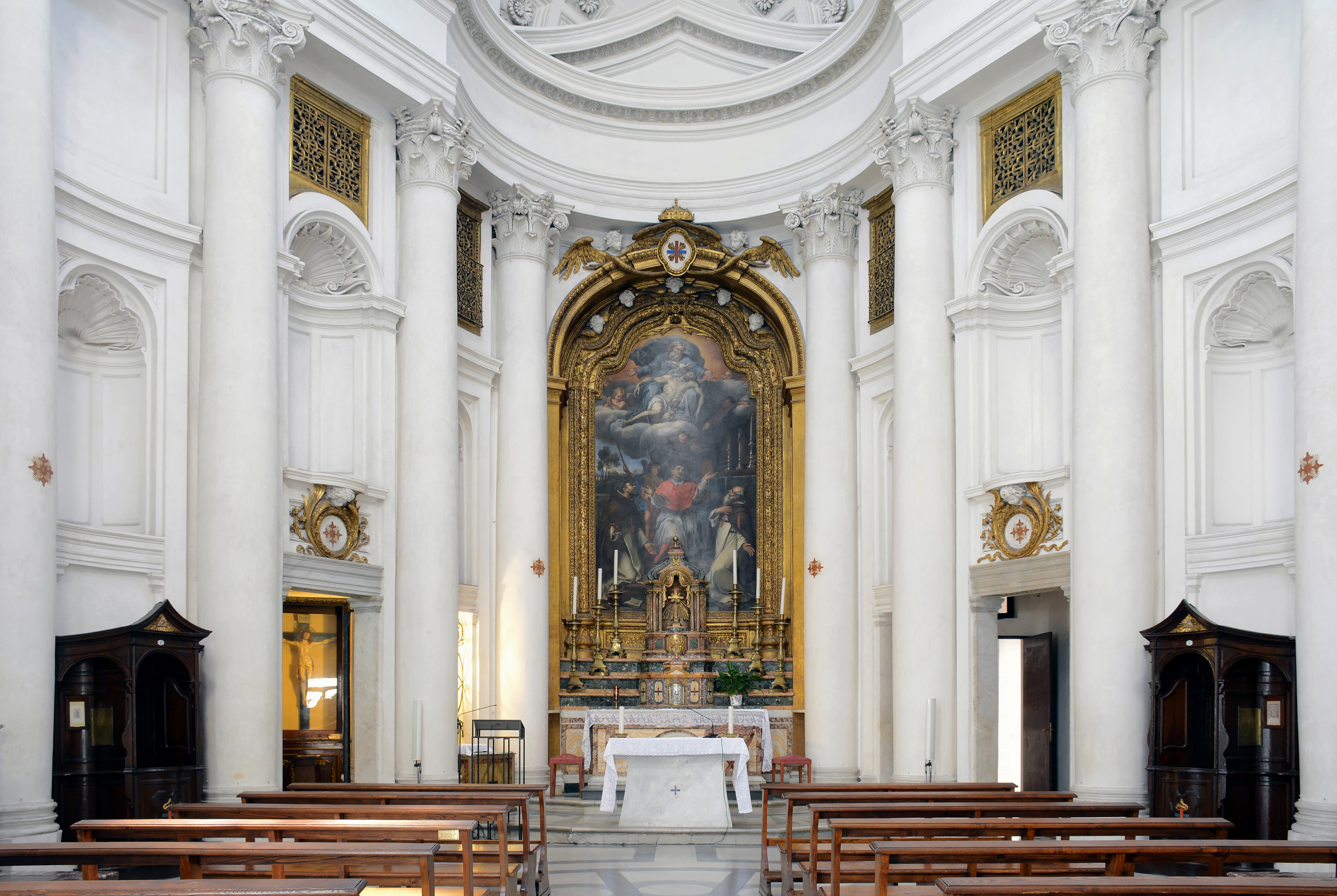
Interno
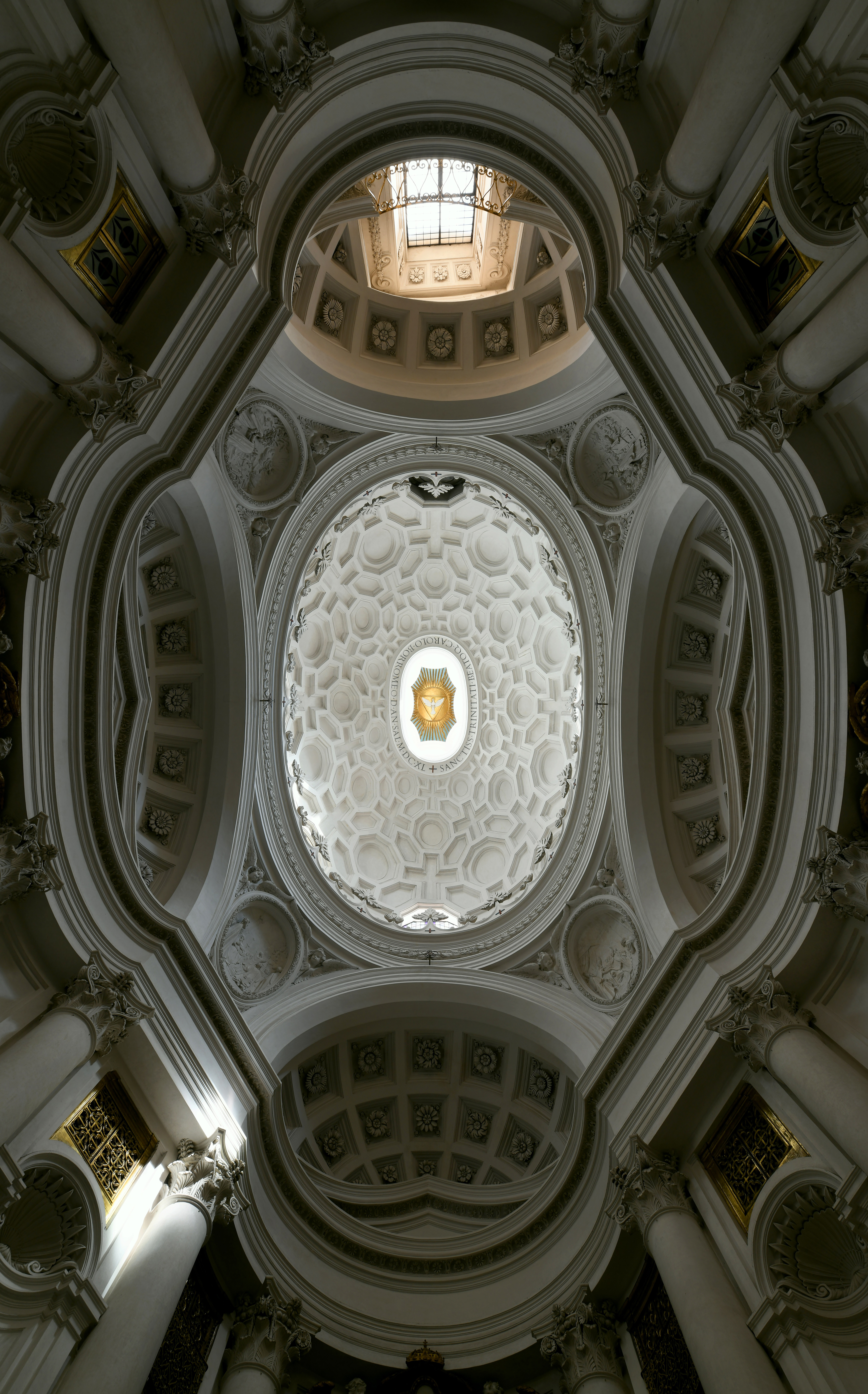
La cupola (ottagono e croce sono anch'essi temi ricorrenti)
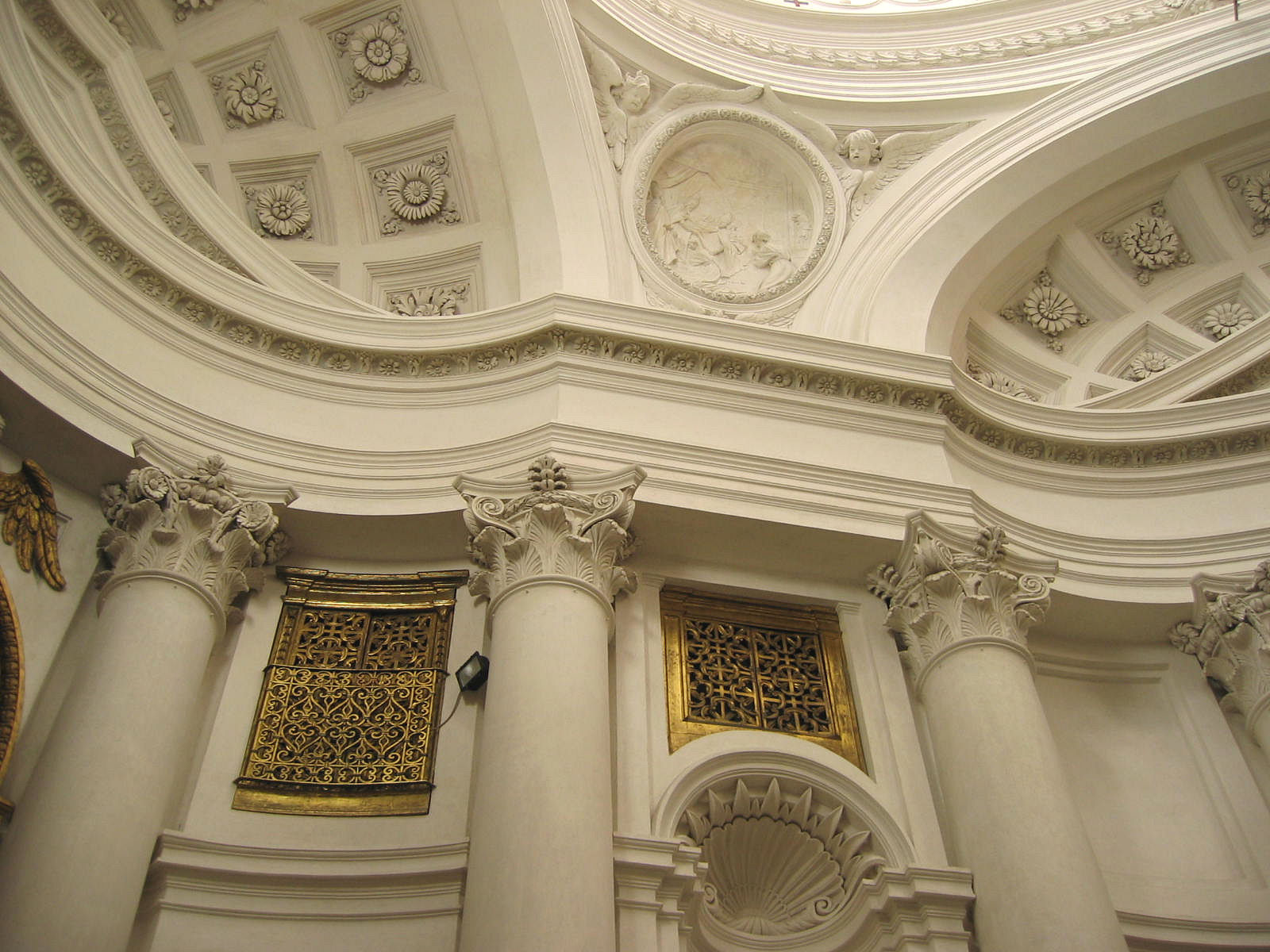
Particolare

#### Corpo dell'edificio
Il raccordo tra la cupola e il corpo dell'edificio è realizzato grazie alla presenza di quattro pennacchi che poggiano sulla trabeazione. Il movimento ondulatorio dei muri e il ritmico alternarsi a forme sporgenti e rientranti danno luogo a un palpitante organismo plastico, la cui forma viene sottolineata dall'assenza di sontuose decorazioni. Una particolarità riguarda la presenza ricorrente di elementi riuniti a tre a tre: questo numero ricorda la Trinità, cui i Trinitari erano devoti (si notino gli angeli nei pennacchi, le nicchie per pilastri, le file dei cassettoni nelle nicchie sopra gli altari, le decorazioni delle foglie ed i fiori dalle finestre). Le croci dei Trinitari compaiono anche nelle decorazioni della cupola (come i cassettoni stessi).

#### Facciata
Nella facciata Borromini utilizza due ordini, uno superiore ed uno inferiore. La parte inferiore è caratterizzata da una successione di superfici concava - convessa - concava; mentre la superiore presenta tre parti concave di cui la centrale ospita un'edicola convessa. Egli gioca con la concavità e la convessità delle pareti creando una facciata dinamica e piena di movimento, ma anche con le fantasiose decorazioni come la nicchia posta sopra al portale d'ingresso (che ospita la statua di San Carlo Borromeo realizzata da Antonio Raggi tra il 1675 ed il 1680) in cui le colonne sono due cherubini le cui ali vanno ad unirsi e creare una copertura alla statua. La facciata culmina con un medaglione ovale a superficie concava sorretto da angeli in volo, un tempo ospitante l'immagine di San Carlo. Borromini lavorerà alla facciata fino all'ultimo dei suoi giorni, ma riuscirà a completare solamente la metà inferiore. Il motivo stilistico concavo-convesso fu poi applicato dal nipote di Francesco Borromini, Achille Larducci di Salò, nella costruzione della Chiesa di San Matteo di Lecce.

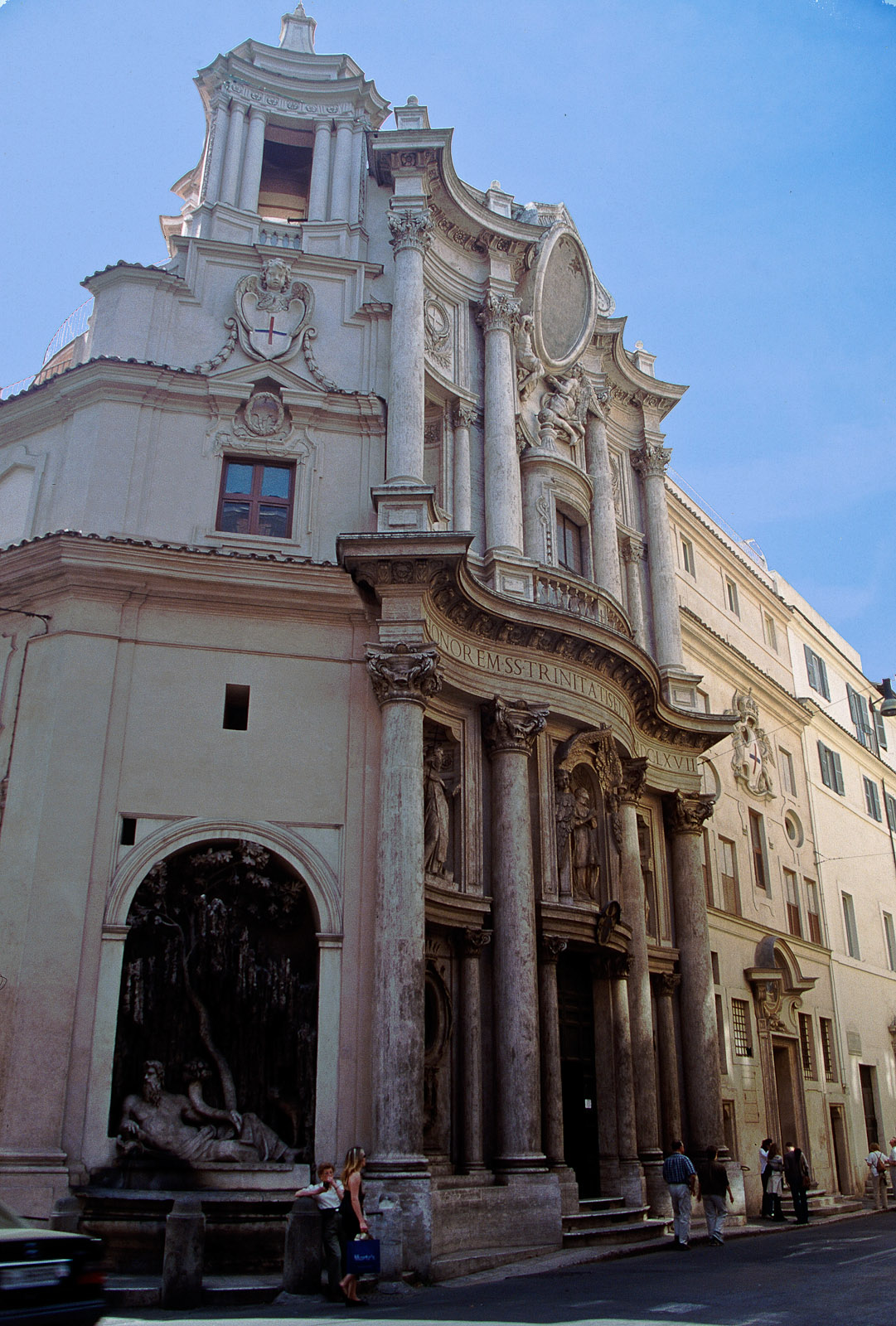
La facciata
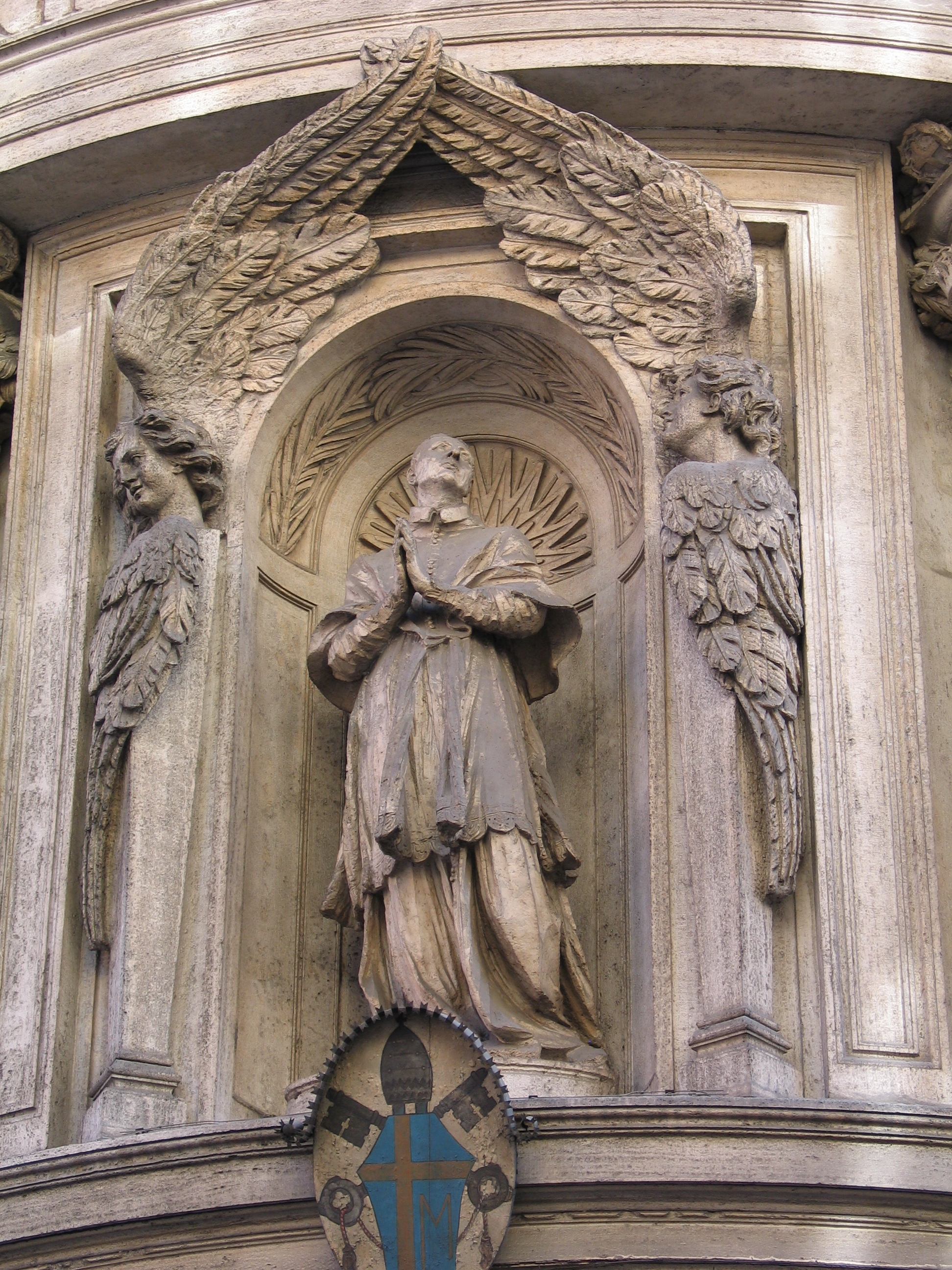
La statua di San Carlo

### Opere conservate nella chiesa
La chiesa ospita tre quadri sugli altari, unica nota di colore insieme alle dorature delle grate, di cui uno seicentesco e due dell'Ottocento:
- Estasi di san Michele dei Santi, sull'altare di destra, di Amalia de Angelis (1847): il santo dona il suo cuore a Gesù
- Estasi di san Giovanni Battista della Concezione, sull'altare di sinistra, di Prospero Mallerini (1819): è raffigurato il riformatore dei Trinitari
- San Carlo Borromeo con i fondatori dell'Ordine adorante la Trinità, sull'altare maggiore, di Pierre Mignard, opera seicentesca

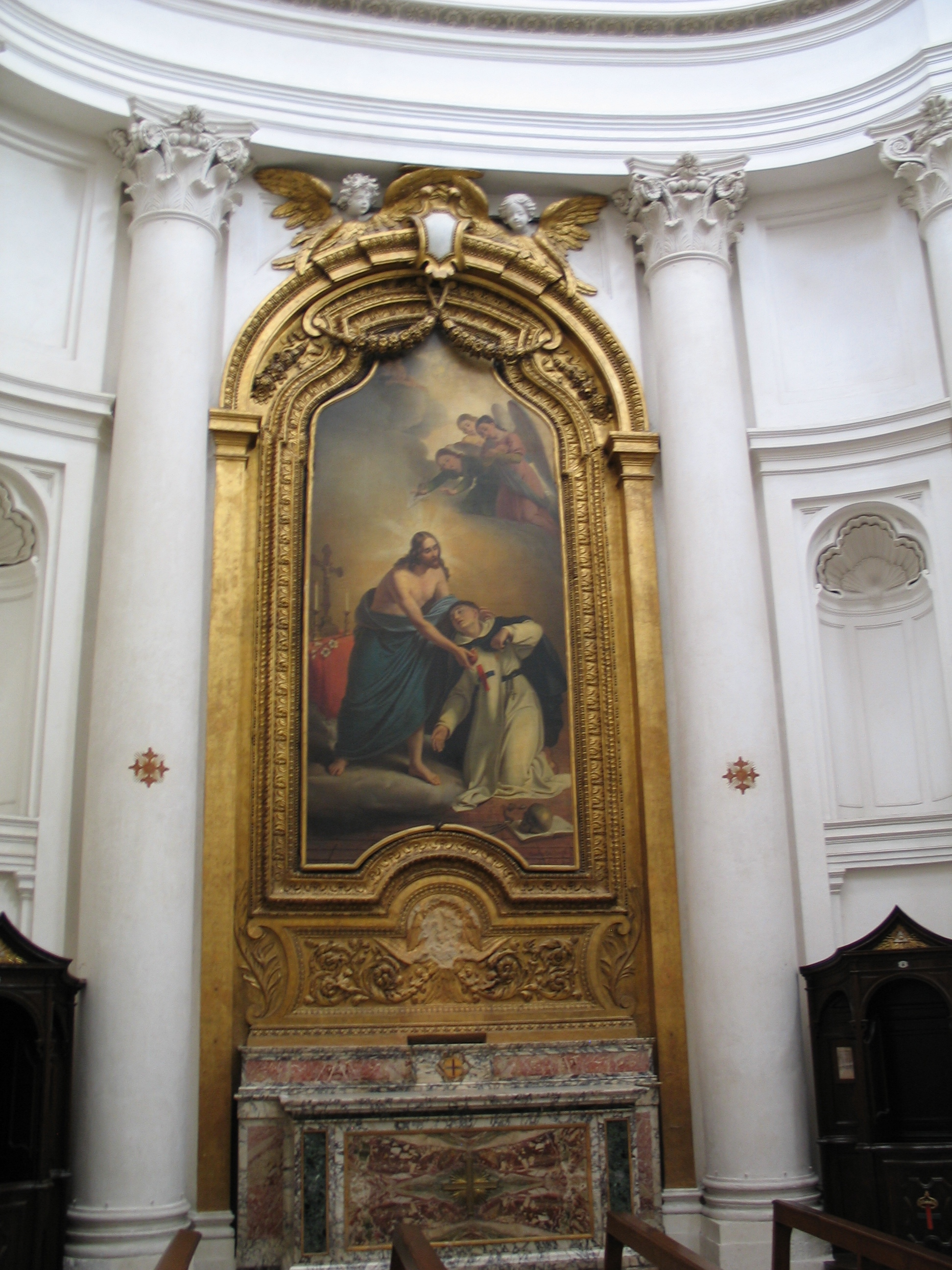
Estasi di San Michele dei Santi
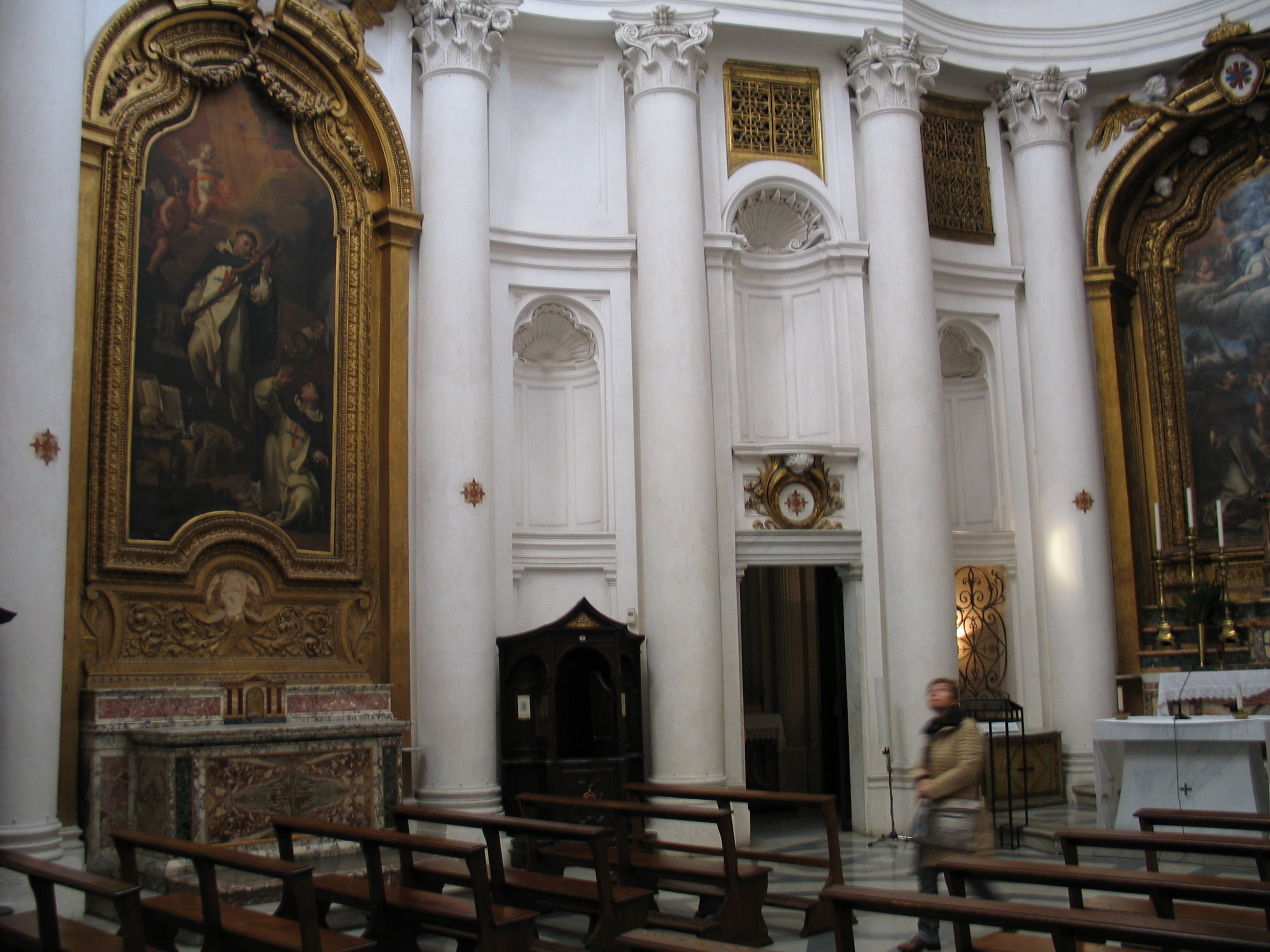
Estasi di San Giovanni Battista della Concezione
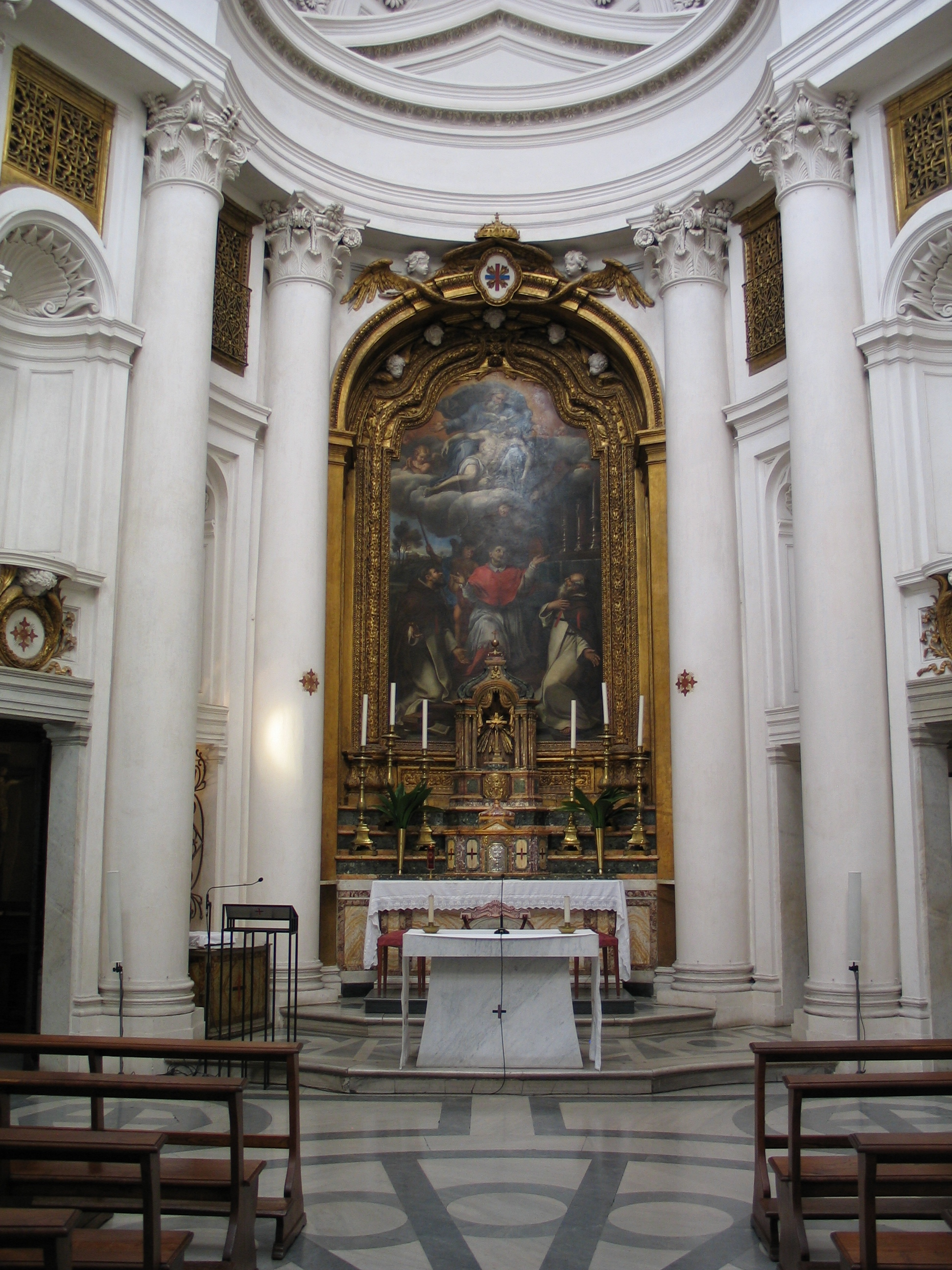
L'altare maggiore con la pala San Carlo Borromeo con i fondatori dell'Ordine adorante la Trinità

### Cripta

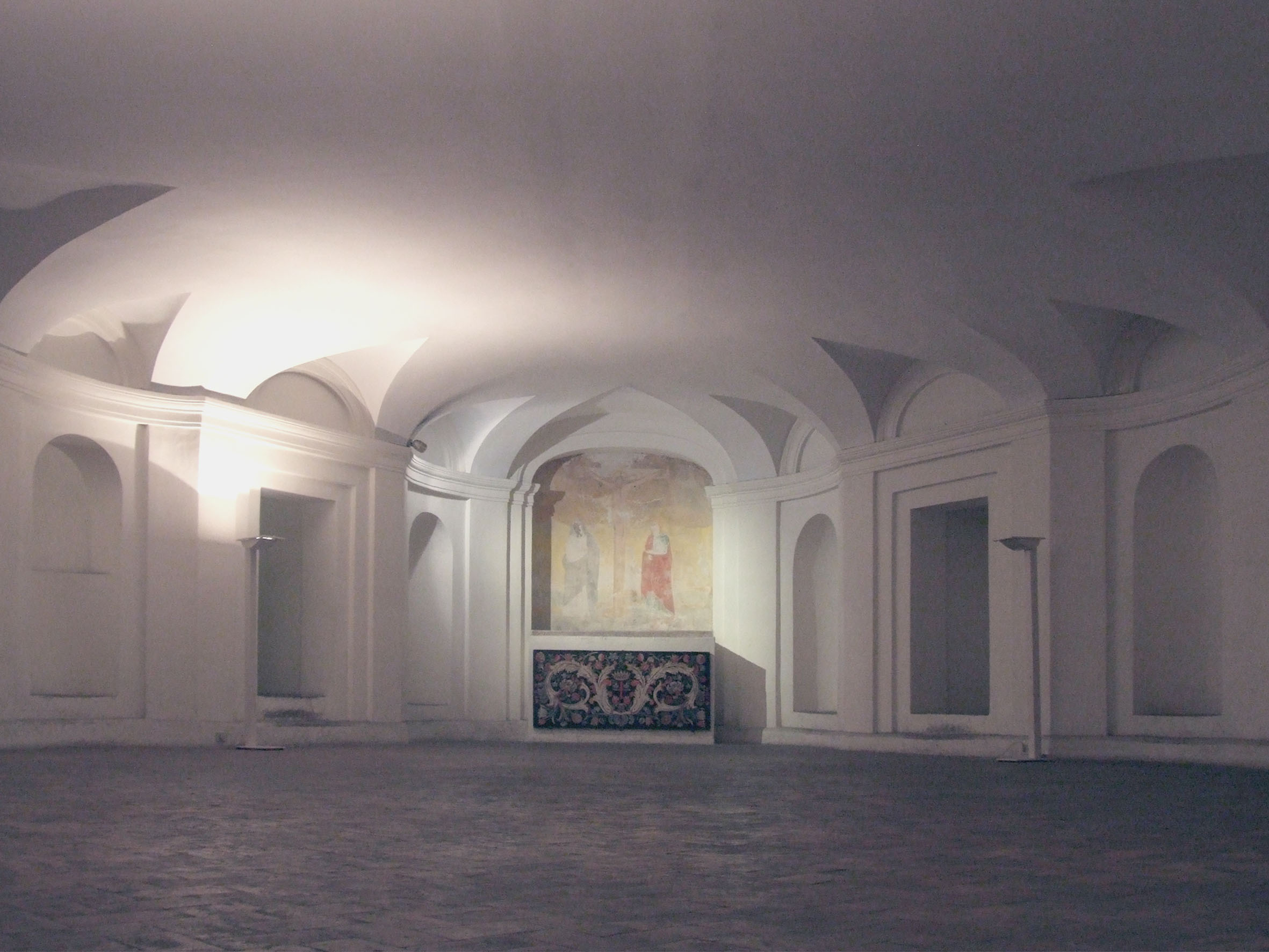
La cripta

La cripta, ricalcando la stessa pianta della chiesa superiore, ha una volta a otto spicchi impostata su pilastri e due cappelle, una delle quali avrebbe dovuto ospitare, secondo i progetti dello stesso Borromini, la tomba dell'architetto (sepolto poi a San Giovanni dei Fiorentini). Sobria ed austera, questa parte del complesso di San Carlo riprende comunque i canoni linguistici dell'architettura borrominiana.

## Contesto urbano
La chiesa ed il convento si affacciano su Via del Quirinale, all'incrocio delle Quattro Fontane: il muro esterno dell'edificio stesso ospita una delle fontane, raffigurante il Tevere. Il complesso si trova quindi in un incrocio molto trafficato di Roma: oltre alla già nominata via, si trovano anche Via XX Settembre e Via delle Quattro Fontane. Questa rumorosa e caotica situazione pare sparire non appena entrati nella chiesa e nel chiostro, segnando un tranquillo punto di quiete nel centro di Roma.

## Riproduzioni

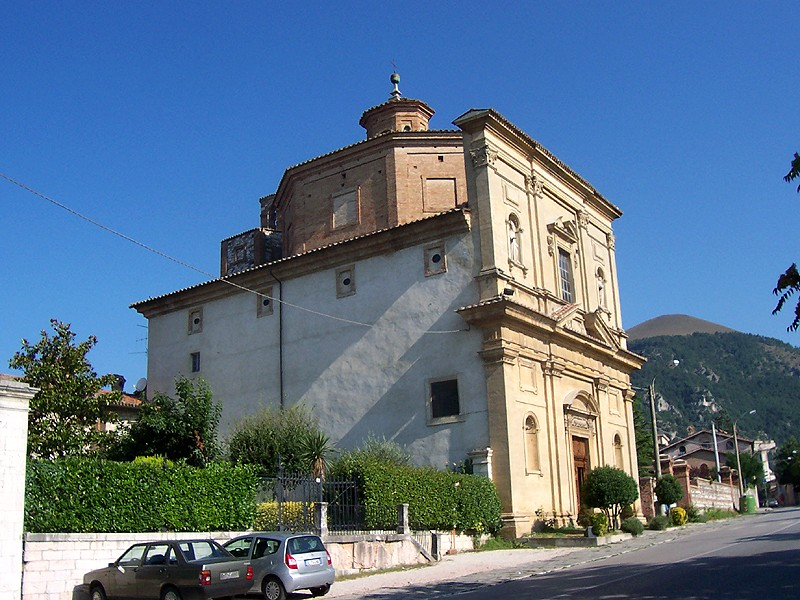
Vista dell'esterno della chiesa della Madonna del Prato

### La riproduzione a Gubbio
Nel 1662 il vescovo di Gubbio Alessandro Sperelli benedisse la prima pietra della chiesa della Madonna del Prato, edificio in stile barocco costruito dal capomastro e architetto eugubino Carlo Perugini. La geometria dell'interno ripropone il disegno eseguito da Francesco Borromini per la chiesa di San Carlo alle Quattro Fontane a Roma. Solo la facciata si differenzia dall'illustre modello.

### Riproduzione a Lugano
Nel 1999 l'architetto Mario Botta ha progettato un monumento provvisorio per il lungolago di Lugano, in Svizzera, in occasione di una mostra in città su Borromini, nato proprio nel Canton Ticino. Questo era una rappresentazione lignea della Chiesa di San Carlino, sezionata longitudinalmente, smontata poi definitivamente nel 2003.

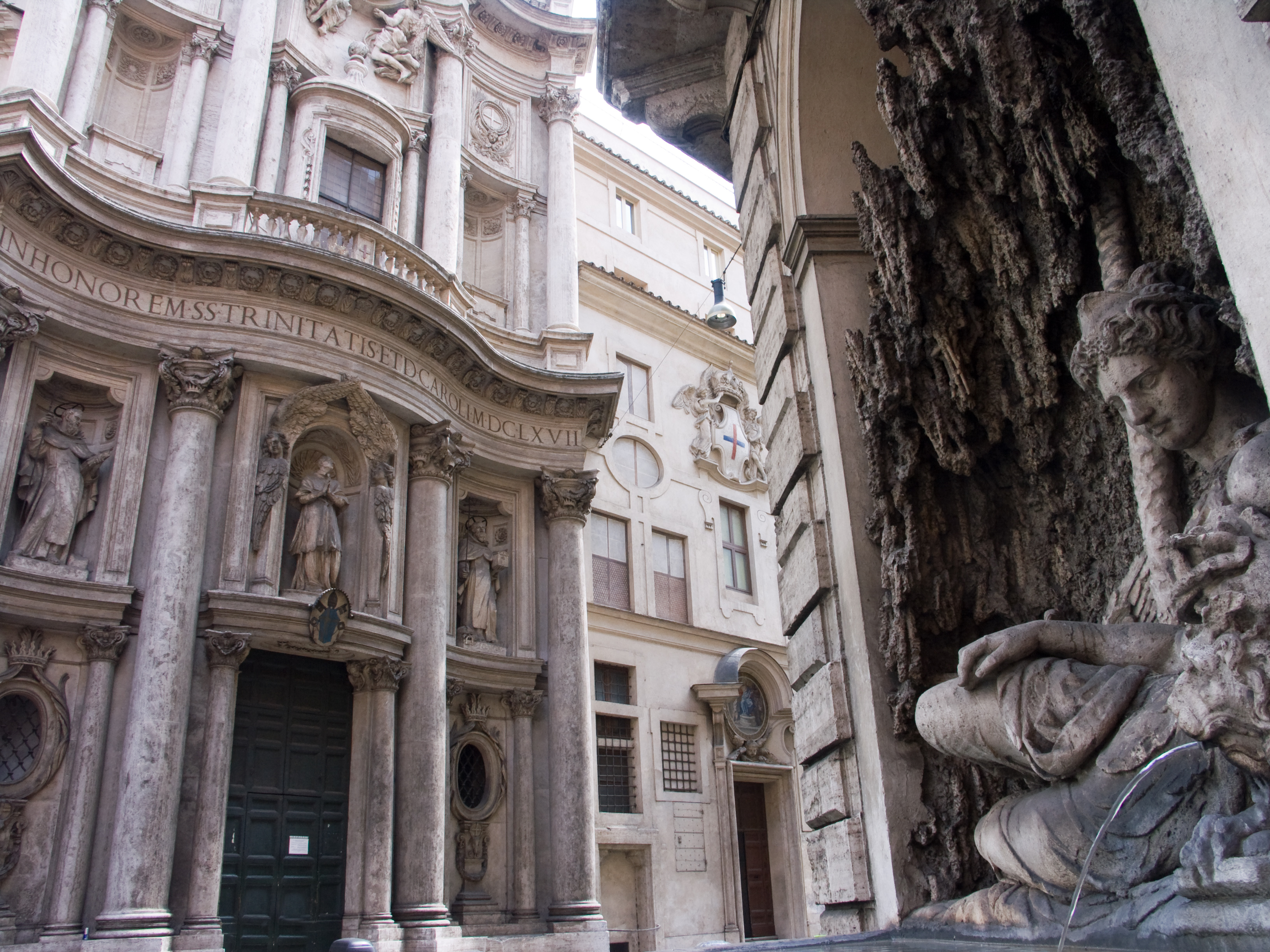
Scorcio da una delle Quattro Fontane (Fontana di Giunone)
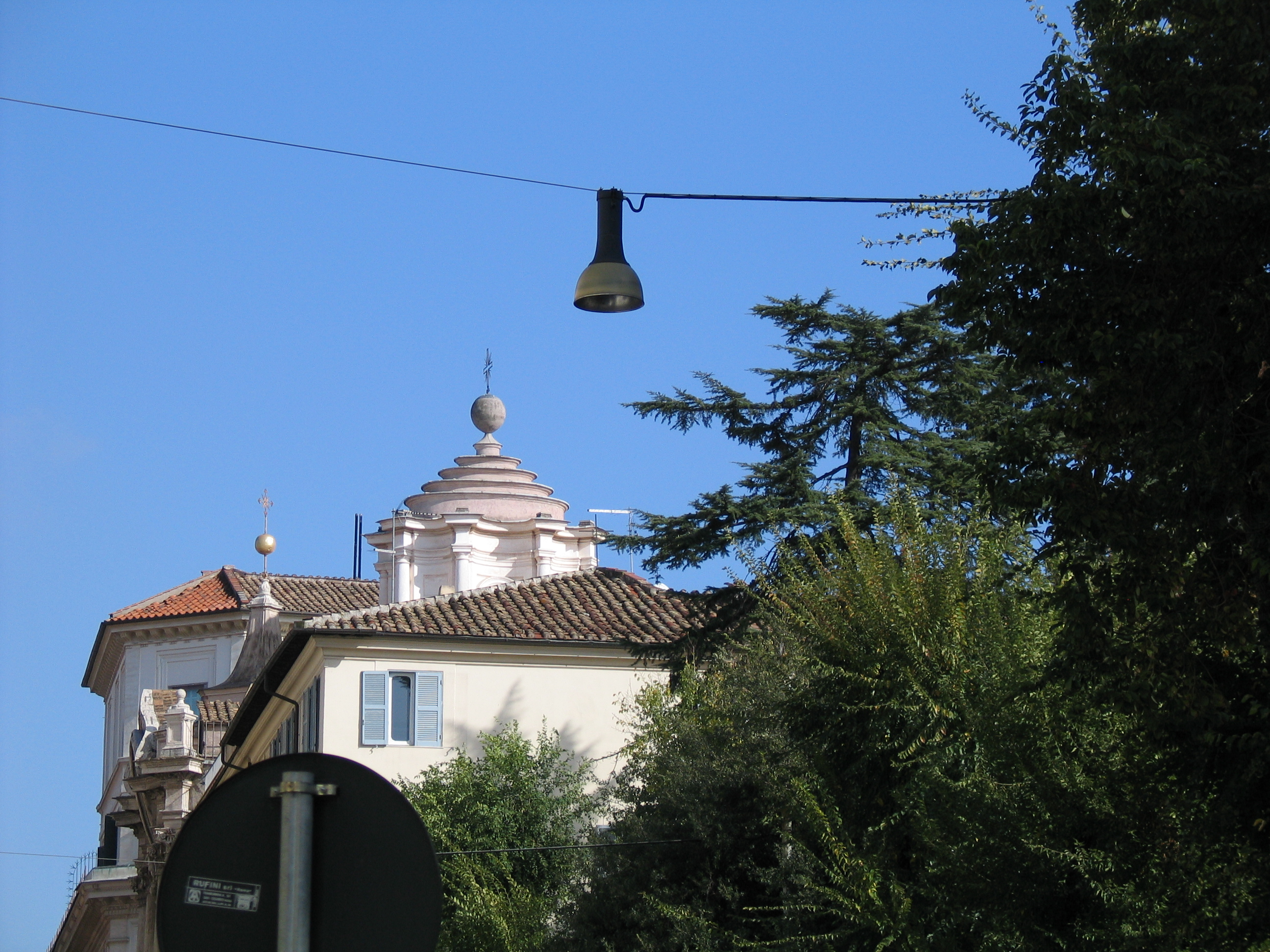
Veduta da Via del Quirinale
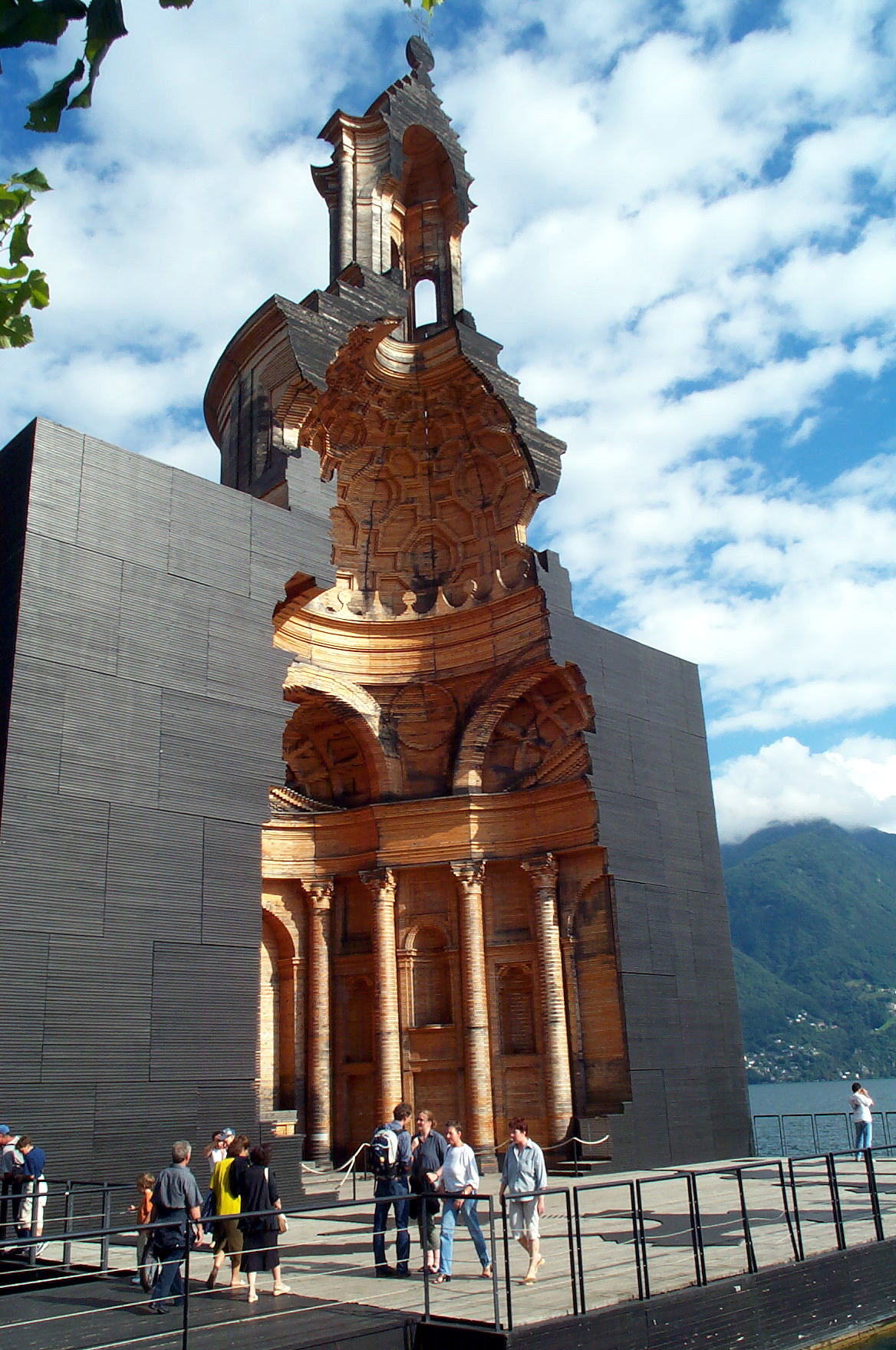
La sezione lignea
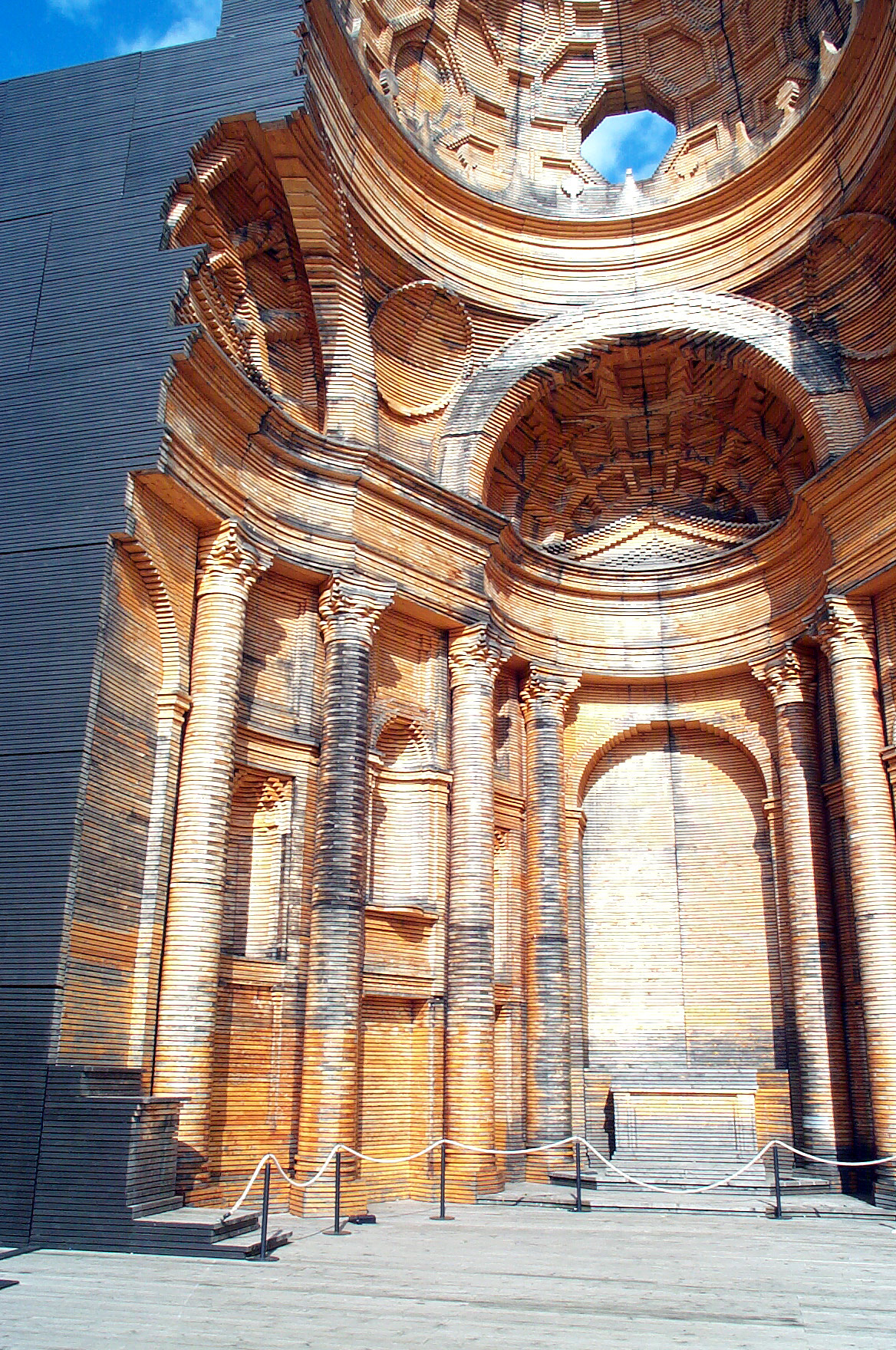
Particolare